# 原恐齒龍屬
原恐齒龍屬（學名：Prodeinodon）是獸腳亞目恐龍的一屬，生存於下白堊紀（巴列姆階至阿普第階）的中國及蒙古。目前已有三個已命名物種，都是只有破碎牙齒的物種，因此目前的狀態是個疑名。由於這些牙齒都沒有可鑑定的特徵，目前很難作出準確的分類，但很有可能是屬於肉食龍下目。
模式種蒙古原恐齒龍（P. mongoliensis）是由亨利·費爾費爾德·奧斯本於1905年描述的。第二物種廣西原恐齒龍（P. kwangshiensis）是在1975年由侯連海敘述、命名的。而西藏原恐齒龍（P. tibetensis）則從未被正式描述、命名過，目前的狀態是無資格名稱。

## 外部連結
- 原恐齒龍 （页面存档备份，存于） - DinoRuss